# Rakel Hönnudóttir
Rakel Hönnudóttir (* 30. Dezember 1988) ist eine isländische ehemalige Fußballspielerin, die von 2008 bis 2020  für die isländische Fußballnationalmannschaft der Frauen spielte und mit dieser an den Europameisterschaften 2009, 2013 und 2017 teilnahm. Rakel, die im Verein überwiegend im Angriff spielte und in Liga- und Pokalspielen über 150 Tore schoss, wurde in der Nationalmannschaft zumeist im Mittelfeld und der Abwehr eingesetzt, so dass sie dort nur neun Tore erzielen konnte.

## Karriere

### Vereine
Rakel, die im Norden Islands in Akureyri aufwuchs, spielte für den lokalen Verein Þór Akureyri, dessen Frauenmannschaft sich später mit Knattspyrnufélag Akureyrar zusammenschloss und als Þór/KA antrat. 2005 war sie mit 27 Toren in 11 Spielen beste Torschützin der „1. deild kvenna B riðill“.
2009 ging sie auf Leihbasis nach Dänemark und spielte für Brøndby IF. 2012 wechselte sie zum isländischen Rekordmeister Breiðablik Kópavogur (15 Meistertitel), der aber seine besten Jahre hinter sich hatte. 2013 konnte der Verein mit ihr nach acht Jahren ohne Titel den Pokal gewinnen, wobei sie im Finale gegen ihren alten Verein den 2:1-Siegtreffer erzielte.  2014  gewannen sie dann auch den Super-Cup, wobei sie im Finale nicht eingesetzt wurde. 2015 wurde Breiðablik dann nach zehn Jahren zum 16. Mal Meister. Dabei wurde sie in allen 18 Spielen eingesetzt, von denen ihre Mannschaft als einzige kein Spiel verlor, und sie schoss fünf Tore.
Mit Þór/KA nahm sie in der Saison 2011/12 als Vize-Meister an der UEFA Women’s Champions League teil, scheiterte aber im Sechzehntelfinale am deutschen Meister 1. FFC Turbine Potsdam. Da die Endphase der isländischen Saison in die Anfangsphase der UEFA-Women’s-Champions-League-Saison fällt, konnte sie mit Breiðablik erst 2016/17 an der Champions League teilnehmen. Dort überstanden die Isländerinnen die Gruppenphase als Gruppensieger, scheiterten dann aber im Sechzehntelfinale nach einer 0:1-Heimniederlage und einem torlosen Rückspiel am FC Rosengård.
Zur Saison 2018 wechselte sie in die Damallsvenskan zu IF Limhamn Bunkeflo, der im Jahr zuvor aufgestiegen war. Als Zehnter vermied der Verein zwar knapp den Abstieg, Rakel wechselte aber zum FC Reading nach England. Im Januar 2020 kehrte sie zu Breiðablik Kópavogur zurück. Nachdem sie in der Saison 2020 zwölf Ligaspiele bestritten hatte, legte sie wegen ihrer Schwangerschaft 2021 eine Pause ein und kam erst in den beiden letzten Spielen der Saison 2022 wieder zu zwei Kurzeinsätzen.

### Nationalmannschaft

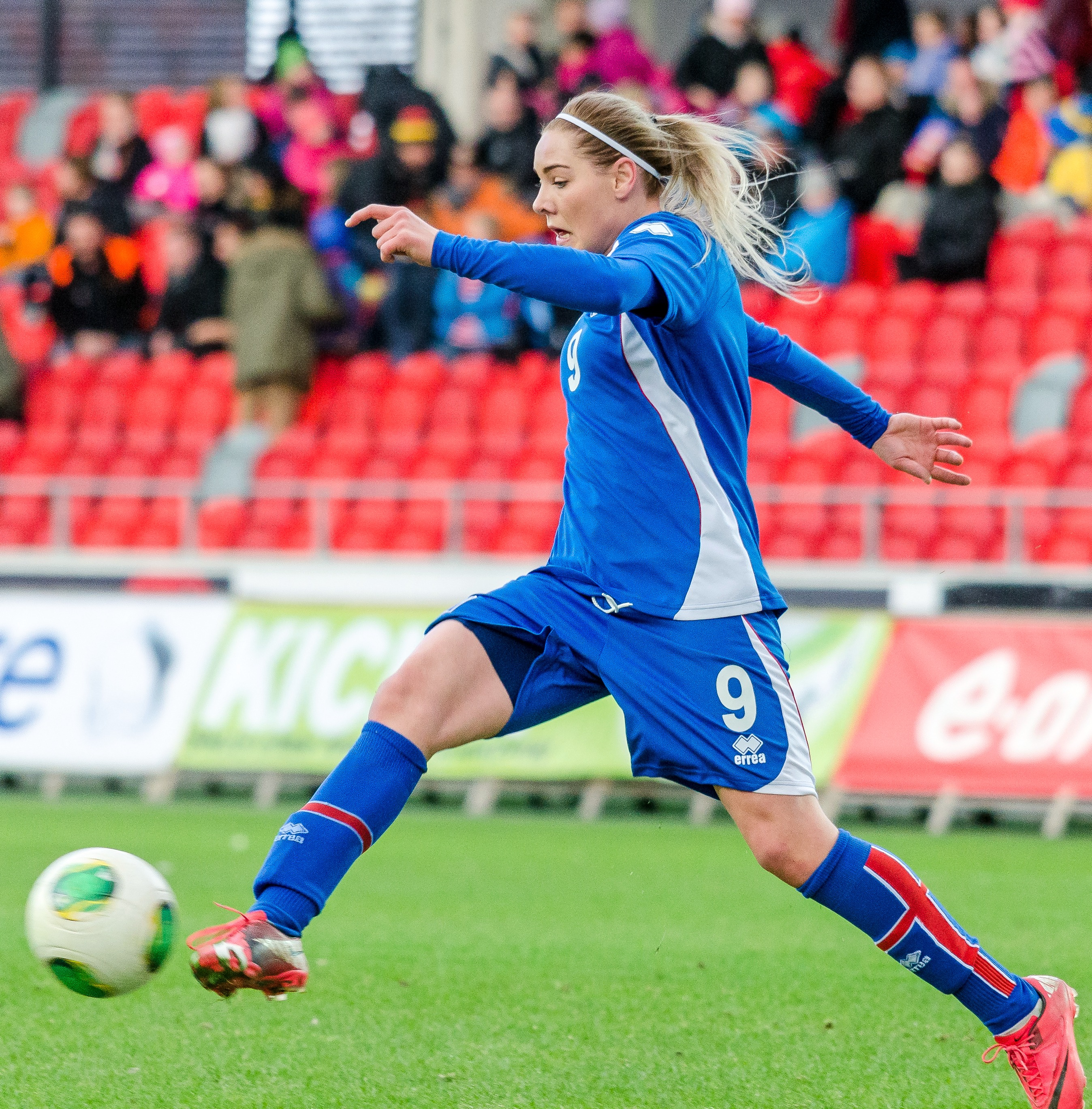
Rakel Hönnudóttir im Nationaldress am 6. April 2013

Rakel bestritt 2006 und 2007 sieben Länderspiele für die U-19-Nationalmannschaft Islands. Dabei kam sie auch in zwei Gruppenspielen bei der U-19-Fußball-Europameisterschaft der Frauen 2007 in ihrer Heimat zum Einsatz, für die Island durch die Gastgeberrolle erstmals qualifiziert war. Nach einer Roten Karte im zweiten Gruppenspiel war die EM aber vorzeitig für sie zu Ende. Es war ihr letztes Spiel in dieser Altersklasse. Ihre Mannschaft schied nach der dritten Niederlage nach der Gruppenphase aus.
Am 5. März 2008 kam sie dann mit 19 Jahren beim 2:0-Sieg in Lagos im ersten Gruppenspiel des Algarve-Cup 2008 gegen Polen zu ihrem Debüt in der A-Nationalmannschaft, als sie zur zweiten Halbzeit eingewechselt wurde. Sie musste dann zwar im nächsten Gruppenspiel pausieren, stand im dritten Gruppenspiel gegen Portugal aber in der Startelf und spielte über 90 Minuten. Als Gruppensieger der Gruppe C mit den schwächeren Mannschaften durften sie dann gegen Finnland um Platz 7 spielen, dabei stand sie ebenfalls in der Startelf und erzielte mit dem Tor zum 2:0 ihr erstes Länderspieltor. Danach wechselten sich Spiele, bei denen sie ein- oder ausgewechselt wurde mit wenigen Spielen ab, bei denen sie nicht zum Einsatz kam. So spielte sie in ihren ersten 20 Spielen nur dreimal über die volle Zeit. Im 20. Spiel am 17. September 2009, dem ersten Spiel der Isländerinnen gegen Estland, bei dem durch ein 12:0 der höchste Sieg ihrer Länderspielgeschichte heraussprang, spielte sie zum dritten Mal über 90 Minuten und schoss mit ihrem zweiten Länderspieltor das letzte Tor des Spiels. Unmittelbar davor nahm sie mit den Isländerinnen erstmals an einer EM-Endrunde teil und kam in den drei Gruppenspielen zum Einsatz, wobei sie jeweils eingewechselt wurde und auf insgesamt nur 46 Minuten Einsatzzeit kam. Die Isländerinnen verloren die drei Spiele, aber gegen Vize-Europameister Norwegen und Titelverteidiger Deutschland nur jeweils knapp mit 0:1 und waren damit die Mannschaft, die gegen den späteren Europameister Deutschland die wenigsten Tore kassierte.
Nach dem 12:0 gegen Estland spielte sie nun öfter über 90 Minuten. In der Qualifikation für die WM 2011 verloren sie nur die beiden Spiele gegen die erstarkten Französinnen, die bei der WM dann Vierte wurden. Dabei verpasste sie im Juni 2010 erstmals zwei Spiele in Folge.
Nächster Höhepunkt in ihrer Karriere war das Erreichen des Algarve-Cup Finale 2011 gegen die USA, das aber nach 2:1-Führung mit 2:4 verloren wurde. Danach folgte für sie aber eine Pause von einem Jahr, in der fünf Länderspiele ohne sie stattfanden. Erst beim Algarve-Cup 2012 kam sie dann wieder zum Einsatz.
Für die EM-Endrunde 2013 qualifizierten sich die Isländerinnen als Gruppenzweite hinter Norwegen durch zwei 3:2-Siege in den Play-off-Spielen gegen die Ukraine. Bei der Endrunde wurden sie wie vier Jahre zuvor in eine Gruppe mit Titelverteidiger Deutschland und Norwegen gelost. Dritter Gegner war diesmal die Niederlande, gegen die der einzige Sieg gelang. Durch ein Remis gegen Norwegen waren sie trotz der Niederlage gegen die deutsche Mannschaft bester Gruppendritter und erreichten damit das Viertelfinale. Hier verloren sie aber gegen Gastgeber Schweden mit 0:4.
Während sie bei der EM keine Minute verpasst hatte, kam sie danach beim Algarve-Cup 2014, in der Qualifikation für die WM 2015 und beim Algarve-Cup 2015 oft nur als Ein- oder Auswechselspielerin zum Einsatz. In der WM-Qualifikation scheiterten sie als schlechtester Gruppenzweiter und mussten der Schweiz den Vortritt zu ihrer ersten WM-Teilnahme lassen.
Erst in ihren bisher letzten drei Spielen im Herbst 2015 in der Qualifikation für die EM 2017 spielte sie wieder dreimal hintereinander über 90 Minuten. Für den Algarve-Cup 2016 wurde sie dann ebenso wenig nominiert wie für das EM-Qualifikationsspiel gegen Weißrussland am 12. April 2016. Sie stand zwar im Kader für die EM 2017, kam dort aber zu keinem Einsatz. In der Qualifikation für die WM 2019 hatte sie sechs Einsätze, in denen sie zwei Tore erzielte. Sie konnten zwar erstmals ein Spiel gegen Deutschland gewinnen, am Ende verpassten sie aber als fünftbester Gruppenzweiter die Endrunde.
Am 8. Oktober 2019 machte sie im EM-Qualifikationsspiel gegen Lettland ihr 100. Länderspiel.

## Erfolge
- Isländischer Meister 2015 (mit Breiðablik Kópavogur)
- Isländischer Pokalsieger 2013 und 2016 (mit Breiðablik Kópavogur)
- Isländischer Supercupsieger 2014, 2016 und 2017 (mit Breiðablik Kópavogur)